# Sloanea rugosa
Sloanea rugosa är en tvåhjärtbladig växtart som beskrevs av D.A. Smith. Sloanea rugosa ingår i släktet Sloanea och familjen Elaeocarpaceae. Inga underarter finns listade i Catalogue of Life.